# 太陽和向日葵
《太陽和向日葵》（日语：太陽と向日葵）是日本女子組合Flower的第5張單曲，於2013年8月7日由Sony Music Associated Records發行。

## 概要
與前作《戀人是聖誕老人》相隔約9個月後推出的新作品。本作與同所屬E-girls的姊妹團體Happiness之單曲《Sunshine Dream 〜只得一次的夏天〜》同日發行，象徵對決的意味。〈太陽與向日葵〉由鷲尾伶菜、武藤千春及市來杏香擔任主唱，是Flower首次嘗試三主唱的主題曲
本作分為「初回生產限定盤」、「通常盤」、「期間生產限定盤」三種版本發售。「初回生產限定盤」收錄其他兩版本未有的歌曲〈what i want...〉，並附有音樂錄影帶的DVD和相片本。此外，「期間生產限定盤」至同年9月底為止限定發行，僅收錄〈太陽和向日葵〉一首歌曲。

## 銷售成績
本作於Oricon公信榜統計中，週榜最高排名五位，在榜時間共七週。Japan Hot 100方面，最高排行第七名。另外在開放音樂下載的首日，獲得RecoChoku日榜首位。

## 收錄曲目

### 初回生產限定盤
CD
1. 太陽和向日葵　[4:28]
作詞：小竹正人（日语：小竹正人）；作曲：Hiroki Sagawa（日语：Hiroki Sagawa）；編曲：POCHI
2. Boyfriend (Moonlight Version)　[4:38]
作詞：松尾潔（日语：松尾潔）；作曲：JUNE；編曲：川口大輔（日语：川口大輔）
3. what i want...　[4:04]
作詞：S-KEY-A；作曲・編曲：中土智博（日语：中土智博）
4. 太陽和向日葵 (instrumental)　[4:26]
作曲：Hiroki Sagawa（日语：Hiroki Sagawa）；編曲：POCHI

DVD
1. 「太陽和向日葵」 MUSIC VIDEO
2. 「太陽和向日葵」 MUSIC VIDEO MAKING

### 通常盤
1. 太陽和向日葵
2. Boyfriend (Moonlight Version)
3. 太陽和向日葵 (instrumental)

### 期間生產限定盤
1. 太陽和向日葵

## 外部連結
- YouTube上的Flower 『太陽和向日葵』
- Flower官方網站（页面存档备份，存于） （日語）
- 官網唱片介紹
  - 《太陽和向日葵》【初回生產限定盤】（页面存档备份，存于） （日語）
  - 《太陽和向日葵》【通常盤】（页面存档备份，存于） （日語）
  - 《太陽和向日葵》【期間生產限定盤】（页面存档备份，存于） （日語）